# Santa Ignacia
Santa Ignacia é um município de  segunda classe de renda municipal (d) na província Tarlac, nas Filipinas. De acordo com o censo de 1 de maio  de  2020 possui uma população de 51 626 pessoas e 12 717 domicílios.